# Исторически музей (Добринище)
Историческият музей в град Добринище, България, е наследник на къщата музей на комунистическия деец Иван Козарев. Новата експозиция е открита на 30 март 2010 година.
Музеят представя историята на Добринище и на околността от древността до наши дни. Основните теми са традиционният бит и духовните, просветни и революционни борби от епохата на Българското възраждане. Представено е участието на хората от Добринище в Ботевата чета, Българското опълчение по време на Руско-турската война от 1877 – 1878 година и Кресненско-Разложкото въстание от 1878 – 1879 година срещу османската власт, последвало решенията на Берлинския конгрес, оставил Македония извън границите на новообразуваното Княжество България, участието в борбите на ВМРО, а също и във войните на XX век.